# 산업 공정
산업 공정(Industrial processes)은 어떤 물질이나 제품을 산업적으로 생산하는 절차이다. 산업 공정은 일반적으로 대규모로 수행되는 품목 제조를 돕기 위한 화학적, 물리적, 전기적 또는 기계적 단계를 포함하는 절차이다. 산업 공정은 중공업의 핵심 구성 요소이다.

## 주요 기초재료별 화학공정
특정 화학 공정에서는 사회에 중요한 기본 재료(예: 시멘트, 강철, 알루미늄 및 비료)를 생산한다. 그러나 이러한 화학 반응은 화학 반응을 통해 온실가스인 이산화탄소를 배출하고, 화석 연료를 연소시켜 화학 반응의 활성화 에너지에 도달하는 데 필요한 고온을 생성함으로써 기후 변화에 기여한다.

## 종류
- 화학 공정
- 전기 분해
- 자르기

## 같이 보기
- 화학공학
- 대량생산